# Déclaration de conformité GOST R
La déclaration de conformité GOST R est un document qui atteste la conformité de production aux exigences législatives de qualité et de sécurité, qui sont nécessaires pour chaque type de produit spécifique.
La déclaration de conformité GOST R a officiellement cessé d'exister. Les produits sont actuellement soumis à la procedure du Règlements Techniques.

## Les marchandises étant passibles de certification obligatoire
La déclaration de conformité de production possède la même force juridique que le certificat de conformité. La différence entre deux ces documents est dans de différents sujets de la responsabilité. Quant à certificat de conformité de production - l'organisme de certification qui a émis ce document supporte une responsabilité pour la confirmation de sécurité. Quant à des déclarations de conformité – on sous-entend que le responsable pour la confirmation de sécurité de production est l'entrepreneur individuel ou le chef d'organisation qui a signé la déclaration. Après avoir régularisé la déclaration de conformité des marchandises, la déclaration doit être enregistrée dans les organismes de certification. La déclaration de conformité des marchandises possède la même force juridique que le certificat de conformité.
Les marchandises étant passibles de déclaration, sont énumérées dans «La liste des produits étant passible de certification obligatoire». 
Parmi eux:
- Production cosmétique;
- Des produits alimentaires et des aliments [3];
- Des vêtements et chaussure (sauf pour les enfants);
- Textiles et produits textiles;
- Des meubles;
- Des produits de cellulose et de papier;
- Des produits en plastique à usage domestique;
- Des moteurs;
- Des produits chimiques ménagers;
- Des engrais minéraux;
- Des produits fixatifs;
- Vaisselle et des couverts;

Etc.

## Les particularités des déclarations de conformité
La déclaration de production peut être produite selon l'un des deux régimes suivants:
- La déclaration sur la base des preuves obtenus avec l'assistance de l'organisme de certification et (ou) un laboratoire d'essai accrédité;
- La déclaration sur la base des preuves personnelles de fabricant.

Des déclarations de conformité ont des particularités. Par exemple, un bénéficiaire de déclaration peut être une entité juridique russe. Ce sont des clients russes ou des acheteurs de production étrangère, des importateurs, ainsi que les organisations, qui sont enregistrées comme des entités juridiques et qui représentent les intérêts des producteurs correspondants étrangers (des distributeurs officiels, des dealers etc.). La déclaration de conformité GOST R peut être délivré pour une période de 1 à 3 ans .

## Les documents nécessaires
Établissement des déclarations de conformité sous-entend la délivrance des documents suivants au centre de certification :
- La description  technique de production;
- Le contrat [7] de livraison de production;
- Les documents d'enregistrement du demandeur pour la société-importateur russe.

Pour la certification réitérée il faut fournir des certificats de conformité nationaux et internationaux auparavant régularisés, des catalogues de production etc .